# هارولد خباء
هارولد خباء (بالإنجليزية: Harold Stamper)‏ (و. 1889 – 1939 م) هو لاعب كرة قدم، من المملكة المتحدة، شارك في الألعاب الأولمبية الصيفية 1912، يلعب كلاعب وسط، توفي في دورهام، إنجلترا، عن عمر يناهز 50 عاماً.

## روابط خارجية
- هارولد خباء على موقع قاعدة بيانات كرة القدم.إي يو (الإنجليزية)
- هارولد خباء على موقع أوليمبيديا (الإنجليزية)